# Паудль Гудлёйссон
Паудль Хагберт Гудлёйссон (исл. Páll Hagbert Guðlaugsson; род. 9 сентября 1958, Рейкьявик) — исландский футболист и футбольный тренер, выступавший на позиции вратаря. Известен как первый наставник сборной Фарерских островов по футболу. Он руководил командой в матче против Австрии 12 сентября 1990 года, в котором фарерцы одержали первую официальную победу. Наставник клуба «Б68» с 2015 года, куда пришёл из «Твёройри».

## Образование
Паудль Гудлёйссон окончил в 1976 году среднюю школу города Вестманнаэйяр. В 1985—1990 годах он проходил тренерские курсы в Датском футбольном союзе, продолжив их в 1994 году в Футбольной ассоциации Уэльса. Выпускник Каледонского университета Глазго 2001 года, специальность — «спортивный тренер». Лицензию УЕФА класса «А» получил в 2009 году от Футбольной ассоциации Исландии.

## Игровая карьера
В 1981 году Гудлёйссон начал карьеру в клубе «Гёта», первый матч провёл против «Фуглафьёрдура» (победа 1:0). В 1983 году в составе «Гёты» он оформил «золотой дубль», выиграв чемпионат и Кубок страны (победа 5:1 в финале Кубка над «Ройном»), а через год оказался в составе исландского «Тора» из Акюрейри, в составе которого занял 7-е место в чемпионате. Позже играл два года за «Айи» и выиграл Вторую фарерскую лигу в его составе, а затем достиг полуфинала Кубка страны. С 1987 по 1989 годы защищал ворота «Фуглафьёрдура», вышел с ним по окончании сезона 1987 в Первую лигу и в финал Кубка страны (поражение 0:3 от «ХБ Торсхавн»), а в 1989 году вылетел из Первой лиги. В дальнейшем Гудлёйссон играл за клубы «Айи», фарм-клуб Б68 и «ЭБ/Стреймур». В 1994 году завершил игровую карьеру в составе «ЭБ/Стреймур», который вылетел из Первой лиги Фарерских островов.

## Тренерская карьера
Тренерскую карьеру Гудлёйссон начал в командах «ИФ Стреймур» и «Айи». С 1988 по 1983 годы он тренировал сборную Фарерских островов: в 25 встречах команда потерпела 20 поражений, сыграла три раза вничью и дважды победила. Первая и наиболее известная победа была одержана 12 сентября 1990 года, когда сборная Фарерских островов сенсационно обыграла Австрию со счётом 1:0. Матч прошёл в шведской Ландскруне, а единственный гол забил Торкиль Нильсен, продавец древесины по профессии. Победа стала одним из важнейших событий в истории Фарерских островов, а американский журнал Soccerphile включил этот матч в список 20 крупнейших сенсационных побед. Перед матчем Паудль Гудлёйссон произнёс большую речь, как писал об этом вратарь сборной Йенс Кнудсен. В частности, Гудлёйссон сказал следующее:

Думайте о фарерском флаге. Вашем флаге. Возьмите его с собой на поле. Бросайтесь в подкаты против надменных австрийцев всего с одной задачей — победить матч во имя народа. Вы должны отплатить родине за ваше детство. У вас есть сейчас возможность, и если вы ею не воспользуетесь, последствия этого удара будут непоправимыми.

С 1989 по 1991 годы Гудлёйссон был тренером фарерского «Фуглафьёрдура» из Второй лиги, в первый год он играл вместе с Абрахамом Локином и занимал пост играющего тренера. В 1993 году он продолжил работу в клубах «ЭБ/Стреймур» и «Б-36» в рамках чемпионата Фарерских островов 1994 года. Также он руководил женской сборной Фарерских островов в восьми играх, будучи и членом тренерского штаба: при нём женская команда сенсационно победила сборную Уэльса. В 1996—1997 Гудлёйссен тренировал клуб «Гёта», с которым выиграл в первый же год чемпионат и Кубок (победа в переигровке финала против «ХБ Торсхавн»). В 1997 году в финале Кубка команда Гудлёйссена разгромила со счётом 6:0 «Вагур».
Позже Гудлёйссен работал на Бермудских островах и в Англии как тренер по фитнесу. После десятилетней паузы он вернулся в футбол, возглавив в 2009 году исландский «Фьярдабиггдар» и затем в 2012 году приняв фарерский «КИ Клаксвик». В первый сезон с «Клаксвиком» Гудлёйссен занял 4-е место, а после 12-го тура второго сезона был уволен. Спустя два месяца он стал новым тренером «Твёройри»: клуб занял предпоследнее место в сезоне 2013 года и вылетел во Вторую лигу, которую через год выиграл, а в 2015 году занял 7-е место. В 2016 году Гудлёйссон возглавил «Б-68», который после 16 туров оказался на последнем месте и вылетел в Первую лигу.